# Nuoto artistico ai campionati europei di nuoto 2020 - Squadre (programma libero)
La competizione a a squadre programma tecnico di nuoto artistico ai Campionati europei di nuoto 2020 si è disputata il 14 maggio 2021 presso la Duna Aréna di Budapest in Ungheria. Hanno partecipato alla competizione 56 sincronette in rappresentanza di 7 nazioni.

## Risultati
La finale si è svolta alle ore 16:00 (UTC+1).
| Class   | Nazione       | Sincronette | Punti   |
| ------- | ------------- | --- | ------- |
| Oro     | Ucraina       | Maryna Aleksiiva Vladyslava Aleksiiva Marta Fiedina Kateryna Reznik Anastasiya Savchuk Alina Shynkarenko Kseniya Sydorenko Yelyzaveta Yakhno     | 95.0667 |
| Argento | Spagna        | Abril Conesa Berta Ferreras Meritxell Mas Alisa Ozhogina Paula Ramírez Sara Saldaña Iris Tió Blanca Toledano                                     | 91.2333 |
| Bronzo  | Israele       | Eden Blecher Shelly Bobritsky Maya Dorf Noy Gazala Catherine Kunin Nikol Nahshonov Ariel Nassee Polina Prikazchikova                             | 86.8000 |
| 4       | Bielorussia   | Marharyta Kiryliuk Hanna Koutsun Yana Kudzina Kseniya Kuliashova Anastasiya Navasiolava Valeryia Puz Kseniya Tratseuskaya Aliaksandra Vysotskaya | 86.3333 |
| 5       | Gran Bretagna | Millicent Costello Isobel Davies Daisy Gunn Cerys Hughes Cerys Larsen Daniella Lloyd Robyn Swatman Laura Turberville                             | 81.8333 |
| 6       | Ungheria      | Linda Farkas Boglárka Gács Lilien Götz Hanna Hatala Szabina Hungler Adelin Regényi Luca Rényi Anna Viktória Szabó                                | 77.4000 |
| 7       | Polonia       | Adrianna Aleksak Dominika Herich Maja Kalisz Martyna Paulińska Barbara Rybicka Kamila Sahli Ousini Swietłana Szczepańska Martyna Wójcik          | 72.500  |